# Nice Radio
Nice Radio est une station de radio privée locale, de catégorie B, qui émet en modulation de fréquence sur 102.3 depuis Nice vers toute son agglomération. Elle a été créée en 1986.

## Historique
Née sur les cendres de Radio Saint-Paul-de-Vence,
Nice Radio a été créée en 2001et a longtemps partagé ses locaux avec RTL2 Méditerranée, alors dirigée par Gérard Valette.
En septembre 2009, le CSA donne son accord à la cession du capital de la société Nice Music, éditrice de la station niçoise Nice Radio, à la société AW Radio. Cette dernière est une filiale de Arthur World Participation Group, une holding appartenant à l'animateur Arthur. Celui-ci devient mandataire social de Nice Music, aux côtés de Emmanuel Rials, le directeur général de la radio OÜI FM. Le CSA a cependant refusé la demande qui avait été faite de syndication de programmes entre Nice Radio et Ouï FM. La vente à donc échouée.
Le gérant de la SARL Nice Music est Gérard Valette. Fin 2011, Nice Radio compte un effectif de 4 salariés. Les studios sont situés place Masséna, dans le centre-ville de Nice.
En décembre 2014, Gérard Valette, gérant de Nice Music cède la station à Alexandre Tyunikov, l'aval du CSA étant obtenu en début d'année 2015. Nice Radio devient une radio franco-russe.
En 2019, la radio change de programmation musicale et devient une radio musicale généraliste basée sur du style Top40, POP, R'N'B. Son site internet est entièrement refait et Nice Radio n'est plus une radio franco-russe.
Nice Radio appartient depuis juillet 2020 à Espace Group dont le siège social est situé à Lyon. Espace Group possède les radios : M Radio, Jazz Radio, Générations, La Radio Plus, Alpes 1, ODS, RVA, Virage Radio (prochainement Virgin Radio).
Le président-directeur-général d'Espace Group est Christophe Mahé.

## Programmation et animateurs.
De septembre 2001 à mars 2008, Nice Radio est positionnée sur un format senior, diffusant de la chanson française des années 1970 aux années 2000, et traitant également de l'actualité locale. Son directeur des programmes est alors Christophe Lambert (homonyme de l'acteur), et le coordinateur d'antenne François Galatioto, aujourd'hui directeur des programmes de Radio Emotion, également basée à Nice, et dont la programmation reprend quelques-unes des émissions de Nice Radio : "la promenade des stars, bienvenue chez vous,...".
A cette époque, grâce à une étroite collaboration avec le GYM, le footballeur José Cobos animait une émission le jeudi en soirée avec le journaliste Cyrille Vinay, aujourd'hui commentateur sportif pour une grande radio du sud-ouest. Tous les matches de l'OGC étaient d'ailleurs retransmis et commentés en direct par ce dernier.
Les deux autres figures du journalisme local étaient Julie Pellet et Charles Laporte (et son ton légèrement décalé, voire provocateur lors de ses chroniques sur les personnalités du moment), fraîchement diplômés de l'école de journalisme et épaulés par Jean-Christophe Sanchez (RTL2, Radio Monaco).
Un tournant sera opéré, tant sur le plan du ton général de la radio, que sur le rythme musical, avec l'arrivée de Malher (Europe 1, RFM, Skyrock,...) en 2002. La programmation s'oriente plus sur les années 80/90, et Malher apporte une bonne dose de basse et de guitare chaque soir avec Nice Radio Rock. Son ton impertinent et sa gouaille légendaire feront venir de nouveaux auditeurs,des fidèles , ce qui sera encore plus vrai lorsqu'il relancera un concept déjà tenté sur une autre radio, une libre antenne, mais cette fois-ci à échelle mondiale. Malher dans les studios de Nice et Eric Lange à Paris animeront, pendant une saison, une émission relayée par des dizaines de radios à travers le monde via internet et qui l' intègreront à leur programmation. "Allo la planète" fera rayonner Nice Radio à New-York, Moscou, Londres, Tokyo, etc. avec des échanges et des appels d'auditeurs, parfois témoins de conflits, comme par exemple de la guerre du Golfe. Faute d'investisseurs suffisants, l'expérience ne sera pas renouvelée, car elle demandait à l'époque des moyens techniques considérables.
Un autre apporteur d'audimat aura été Frédéric Laroche, astrologue qui officiait tous les samedis matins avec l'animateur William Debart. En ayant participé dans un magazine people à l'élaboration du thème astral des participants de la Star Academy, il avait créé un véritable engouement pour cet échange avec des auditeurs qui appelaient de toute la France."L'astrologie en direct" aura duré 2 saisons.
Enfin, à l'antenne, Loïc Delcourt, France Michael, William Debart et ses canulars téléphoniques et d'autres voix qui se sont succédé pour le plus grand plaisir des auditeurs, notamment celle de Vanessa Guillemot qui assurait tous les habillages et les jingles.
Ses studios ont accueilli entre autres Julie Zenatti, Anthony Cavanagh, Priscilla Betti, Cylia...
Nice Radio change par la suite sa programmation après avoir été autorisée par le Conseil supérieur de l'audiovisuel à adopter en mars 2008 un format jeune et à cibler les 16-40 ans. Même si elle est essentiellement musicale, elle aborde toujours les informations locales. En journée, sa grille de programme est principalement constituée d'émissions diffusant de la musique (top 40) sur des plages horaires de cinquante-cinq minutes sans interruption publicitaire.
À partir de septembre 2010, la radio s'oriente vers une programmation plus pointue Pop Electro et Xavier Fulbert est nommé directeur d'antenne. Le format de la radio s'oriente vers un format L'EDM fin 2011 selon La Lettre Pro de la Radio et des Médias, environ 160 titres par semaine sont diffusés. La radio est orientée en 2013 vers la cible L.G.B.T. Le programme est abandonné au bout d'une saison, malgré le doublement de son audience, permettant essentiellement de faciliter la vente de la société souhaitée par le gérant. Après la mise en place du format Franco/Russe Xavier Fulbert quitte ses fonctions fin mars 2015. C'est donc Marie-Cécile Noguès qui reprend le rôle  de directrice d'antenne et des programmes.
Actuellement, Nice Radio n'est plus une radio franco-russe mais une radio musicale généraliste niçoise du style Top40, POP, R'N'B.

## Diffusion
Depuis une décision du CSA du 8 avril 2010, la diffusion de Nice Radio en modulation de fréquence se fait depuis le site du mont Leuze situé à Villefranche-sur-Mer. Elle se faisait auparavant à partir de l'émetteur du mont de l'Ubac à Cantaron.
La diffusion s'effectue à partir de Nice pour atteindre donc toute l'agglomération niçoise. En cela, c'est une radio de catégorie B.

## Audience
Selon les résultats de l'enquête Médialocales de Médiamétrie en 2009, Nice Radio est créditée d'une audience 3000 auditeurs quotidiens. Sondage 2013 : 8 400 auditeurs par jour.